# Emmanuel Wilmer
Emmanuel Wilmer, conhecido popularmente como Dread Wilme, foi um criminoso haitiano morto na Operação Punho de Ferro, um ataque armado das Nações Unidas a Cité Soleil que matou dezenas de pessoas. O ataque foi liderado pelo general brasileiro Augusto Heleno e foi realizado pelo COMANF em 6 de julho de 2005. Cité Soleil, o local onde a ação ocorreu, foi amplamente governada por gangues apoiadas por Aristide afiliadas ao Fanmi Lavalas que monitoravam visitantes via duas estradas que acessavam a favela.

## Contexto
Em fevereiro de 2004, sob pressão do governo dos Estados Unidos e agitação local, o primeiro-ministro Aristide renunciou. Grandes porções de Cité Soleil, uma favela em grande parte sem serviços do governo, infraestrutura hídrica ou presença policial, eram politicamente leais a Aristide. As gangues afiliadas ao Fanmi Lavalas, das quais Wilmer era um líder, e os grupos paramilitares anti-Aristide começaram a aumentar a violência em resposta ao governo do novo primeiro-ministro interino Gerard Latortue. O território dos grupos paramilitares anti-Aristide estava localizado em uma área de Cité Soleil conhecida como Boston, apoiada por um líder conhecido como Labaniere. Mais do que uma guerra política, as gangues também estavam lutando por drogas, terreno e outras atividades ilegais. 
Residentes que tentavam atravessar de um terreno para outro sem a aprovação prévia das gangues foram alvejados por guerrilheiros por medo de serem informantes. O único hospital na área foi fechado depois que um diplomata francês que visitava o hospital foi capturado em um combate armado contra uma gangue aliada de Wilmer e foi resgatado das instalações pelas Forças Especiais dos Fuzileiros Navais do Brasil. Uma fonte do wikileaks revelou que a elite empresarial do Haiti, alinhada com o novo governo, estava armando as forças policiais de forma privada após a transferência em fevereiro de 2004 para proteger seus interesses comerciais no país. 
Thomas Robenson, também conhecido como Labaniere, era anteriormente membro do partido Aristide-Lavalas, mas juntou-se às forças privadas na proteção das zonas comerciais após a transferência do poder em fevereiro. Em 30 de março de 2005, Labaniere foi morto por um grupo apoiado por Wilmer. Após a morte de Labaniere, as tropas da ONU tinham dificuldade em discernir os moradores de Cité Soleil dos membros da oposição do governo. Em 6 de julho de 2005, o ataque da ONU começou.

## Controvérsia
A Rede de Liderança de Advogados haitianos pró-Aristide chamou Wilmer de líder comunitário e mártir. É reivindicado pela MINUSTAH e pelos defensores do golpe de 2004 que Wilmer era um guerrilheiro; no entanto, essa caracterização é contestada pelos partidários do presidente haitiano deposto Jean-Bertrand Aristide e outros. A imprensa local e de esquerda caracterizou Wilmer como um combatente da liberdade defendendo seu território de invasores estrangeiros. Esta imprensa elevou Wilmer ao mesmo status de Charlemagne Pèralte e Kapwa Lamò. Em 17 de outubro de 2005, alguns meses após a morte de Wilmer, o povo de Cité Soleil renomeou uma seção da Rota 9 como "Dread Wilme Boulevard".